# Bourse de Moscou
La Bourse de Moscou (russe Московская Биржа [Moskovskaïa Birja], « Bourse de Moscou »), connue initialement comme MICEX-RTS, est le plus important marché d'actions de Russie. Issu de la fusion des deux plus importantes bourses de Moscou que sont le MICEX (Moscow Interbank Currency Exchange) et le RTS (Russian Trading System), il est officiellement créé le 19 décembre 2011.
Son président et directeur-général est Rouben Aganbeguian[Quand ?].
Au 10 février 2022, le MOEX, 41 valeurs représentant environ 90 % de la capitalisation boursière de l’ensemble des valeurs cotées à Moscou, affiche que 54 514 milliards de roubles de valorisation, soit moins de 640 milliards d’euros.